# Pavao Štalter
Pavao Štalter (Karanac, 25. studenoga 1929. – Zagreb,  5. listopada 2021.) bio je hrvatski animator, redatelj, scenograf i scenarist animiranih filmova te ilustrator.

## Životopis
Rodio se u  baranjskom selu Karanac gdje je njegov otac bio učitelj. Školovao se u Karancu, Osijeku i Zagrebu. Diplomirao je na Akademiji primijenjenih umjetnosti u Zagrebu u klasi profesora Ernesta Tomaševića (1955).
Radio je kratko kao restaurator, a od 1958. godine zaposlen je u Studiju za crtani film u Zagreb-filmu. Iste godine debitirao je kao scenograf na animiranom filmu "Balada" redatelja Ive Vrbanića, a od tada je realizirao scenografije za pedesetak crtanih filmova, postavši jedan od istaknutih scenografa Zagrebačke škole crtanog filma, a kasnije i autor nekoliko iznimno zapaženih filmova.

### Rad na crtanom filmu
Godine 1963. u korežiji sa Zlatkom Grgićem, prema vlastitom scenariju, realizirao je zapaženi crtani film "Peti", za koji je dobio više međunarodnih festivalskih priznanja.
Godine 1967. realizirao je, prema vlastitom scenariju, crtani film "Kutije", a 1970. završio je realizaciju - u korežiji s Brankom Ranitovićem - svojeg najpoznatijeg crtanog filma "Maska crvene smrti", prema priči E. A. Poea, u kojem je u nas prvi put iskušana animacija slikanih površina, što je i na svjetskim festivalima animiranog filma zapaženo i potvrđeno brojnim nagradama.
Slijede istraživanja likovnih tehnika u nekoliko jednominutnih crtanih filmova (tzv. "minija"): "Duša", "Kubus" i "Konj". Godine 1972. surađivao je kao glavni animator u Bourekovu animiranom filmu "Mačka" i kao koautor u hrvatsko-kanadskom igrano-animiranom filmu "Man the Polluter" (Štalterova i Bourekova epizoda objavljene su 1973. kao samostalni crtić "Love Story").
Godine 1975. završio je svoj zapaženi animirani film "Sedam plamenčića". Iste godine u Filmoteci 16 realizirao je, u režiji Radovana Ivančevića, šest nastavnih element-filmova iz nacionalne povijesti.
Godine 1979. radio je kao koscenarist sa Zlatkom Grgićem, Zdenkom Gašparovićem i Milanom Blažekovićem na seriji "Profesor Baltazar" (IV. sezona), u kojoj je sam realizirao (kao redatelj) pet filmova.
Godine 1984. završio je crtani film "Kuća br. 42" prema vlastitom scenariju, rađen prema staroj zagrebačkoj fotografiji. Film je dobio je više najviših domaćih i međunarodnih festivalskih nagrada i priznanja, kao jedno od zadnjih klasičnih ostvarenja Zagrebačke škole crtanog filma. Godine 1986. realizirao je, prema scenariju i crtežima slovenskog ilustratora Marijana Mančeka, animirani film "Ogledalce", a 1988. prikazao je svoj posljednji crtani film, prema scenariju Pere Kvesića, "Posljednja stanica", u kojem je ostao vjeran zasadama Zagrebačke škole.

### Likovna rafiniranost
Njegovo filmsko ostvarenje "Kuća br. 42" (1984) posebno se ističe likovnom rafiniranošću. U tom filmu autor se koristi izravnim nanošenjem uljane boje na cel, što stvara dojam prostornosti i tehnike kolaža. Likovna komponenta konstanta je Štalterova stvaralačkog rada na filmu. On kao scenograf, glavni crtač, redatelj i animator ostvaruje istinska mala animirana remek-djela, među kojima se obično ističu "Sedam plamenčića", "Maska crvene smrti", "Kuća br. 42" i "Posljednja stanica".
Kao ilustrator sarađivao je s izdavačkim kućama "Školska knjiga" i "Mladost" na ilustriranju udžbenika, knjiga za mlade i dječjih slikovnica.
Istakao se i pedagoškim radom na Odjelu za animirani film Akademije likovnih umjetnosti u Zagrebu, uvevši u tajne animiranoga filma više od stotinu mladih ljudi. 
Dobitnik je niza značajnih domaćih i inozemnih nagrada i priznanja, među ostalima i Nagrade "Vladimir Nazor" za životno djelo 1995. godine.
Posljednjih godina u animaciji sudjeluje kao član upravnog vijeća zagrebačkog Animafesta.

## Filmografija
- "Balada" (1958, scenograf)
- "Svi crteži grada" (1959, scenograf)
- "Rep je ulaznica" (1959, scenograf)
- "Mali vlak" (1959, scenograf)
- "Adam i Eva" (1960, scenograf)
- "Dva puža" (1960, scenograf)
- "Nisu znali jer su mali" (1960, scenograf)
- "Slučaj nesretnog duha" (1960, scenograf)
- "Slučaj neuspjele rakete" (1960, scenograf)
- "Slučaj lijenog lava" (1960, scenograf)
- "Slučaj pospanog boksera" (1961, scenograf)
- "Bijeli miš" (1961, scenograf)
- "Cupido" (1961, scenograf)
- "Bijeli osvjetnik" (1962, scenograf)
- "El Cactusito" (1962, scenograf)
- "Oteti konj" (1962, scenograf)
- "Električna stolica je nestala" (1963, scenograf)
- "Krava na granici" (1963, scenograf)
- "Peti" (1964, scenarist, koredatelj, glavni crtač, scenograf)
- "I videl sam daljiine meglene i kalne" (1964, scenograf)
- "Posjet iz svemira" (1964, scenograf)
- "Muzikalno prase" (1965, scenograf)
- "Kostimirani rendezvous" (1965, koscenarist)
- "Ceremonija" (1965, scenograf)
- "Mrav dobra srca" (1965, scenograf)
- "Zid" (1965, scenograf)
- "Stvari" (1965, glavi crtač i scenograf)
- "Muha" (1966, scenograf)
- "Pasji život" (1966, scenograf)
- "Veliki i mali manevri" (1966, glavni crtač i scenograf)
- "Otkrovitelj" (1967, scenograf)
- "Kutije" (1967, scenarist, redatelj, glavni crtač, scenograf)
- "Pauk" (1969, scenograf)
- "Maska crvene smrti" (1969, koredatelj, glavni crtač, glavni animator, scenograf)
- "Scabies" (1970, koredatelj, glavni crtač, koanimator, scenograf)
- "Duša" ( 1970, scenariast, redatelj, glavni crtač, scenograf)
- "Mačka" ( 1971, glavni animator)
- "Kubus" (1972, scenarist, redatelj, glavni animator, scenograf)
- "Konj" (1972, scenarist, redatelj, glavni animator, scenograf)
- "Love Story" (1973, glavni animator i koredatelj sa Zlatkom Bourekom)
- "Dolazak Slavena" (1975, glavni crtač, glavni animator, scenograf)
- "Kulturna baština Hrvata - arhitektura" (1975, glavni crtač, glavni animator, scenograf)
- "Kulturna baština Hrvata - kiparstvo" ( 1975, glavni crtač, glavni animator, scenograf)
- "Feudalno društvo I." (1976,  glavni crtač, glavni animator, scenograf)
- "Feudalno društvo II." (1976, glavni crtač, glavni animator, scenograf)
- "Sedam plamenčića" (1976, scenarist, redatelj, glavni crtač, glavni animator, scenograf)
- "Medvjedić Bojan" (1975-1983, dječja serija, 15 epizoda; glavni crtač, scenograf)
- "Baltazar spotovi" (1973, scenarist, redatelj, glavni crtač, scenograf)
- "Miš na Marsu" (1976-1979, dječja serija, 20 epizoda; glavni crtač, scenograf)
- "Baltazarov sat" (1979, koscenarist, glavni crtač, redatelj)
- "Izgubljeni zec" (1979, koscenarist, glavni crtač, redatelj)
- "Ptica" (1979, koscenarist, glavni crtač, redatelj)
- "Dva cilindra" (1979, koscenarist, glavni crtač, redatelj)
- "Klaun Danijel" (1979, koscenarist, glavni crtač, redatelj)
- "Ivica i Marica" (1980, koscenarist, redatelj, glavni crtač, glavni animator, scenografija)
- "Usisač" (1980, koscenarist, redatelj, glavni animator)
- "Top beitz" (1981, redatelj, glavni crtač, glavni animator)
- "Puch" (1984, redatelj, glavni crtač, glavni animator)
- "Kuća br. 42" (1984, scenarij, redatelj, glavni crtač, glavni animator, scenografija)
- "Ogledalce" (1986, redatelj, glavni animator)
- "Posljednja stanica" (1988, redatelj, glavni crtač, glavni animator, scenografija)
- "Greetings from Croatia" (1991, redatelj, animator i scenarist sekvence)
- Animafest 1998 (1998, špica festivala, sa Zvonimirom Lončarićem)
- Animafest 2004 (2004, špica festivala, kolektivni rad)

## Vanjske poveznice
- LZMK / Hrvatska enciklopedija: Štalter, Pavao
- Pavao Štalter na film.hr  Arhivirana inačica izvorne stranice od 9. lipnja 2007. (Wayback Machine)
- Pavao Štalter na imdb.com
- Animafest 1998 na YouTubeu
- Animafest 2004 na YouTubeu
- "Mačka" Zlatka Boureka na YouTubeu